# Salles-Curan
Salles-Curan (okcitansko Las Salas (de Curanh)) je naselje in občina v južnem francoskem departmaju Aveyron regije Jug-Pireneji. Leta 1999 je naselje imelo 1.088 prebivalcev.

## Geografija
Kraj leži v pokrajini Rouergue 36 km severozahodno od Millaua. Na ozemlju občine izvira 56 km dolga reka Céor, levi pritok Viaure. V severnem delu občine se nahaja akumulacijsko jezero lac de Pareloup.

## Uprava
Salles-Curan je sedež istoimenskega kantona, v katerega so poleg njegove vključene še občine Alrance, Curan in Villefranche-de-Panat z 2.513 prebivalci.
Kanton Salles-Curan je sestavni del okrožja Millau.